# Walfang in Australien

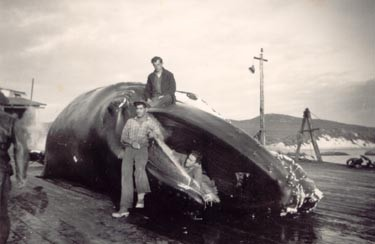
Ein Wal auf der Flensrampe der Cheynes Beach Whaling Station in Western Australia

Der Walfang in Australien als Wirtschaftszweig entstand kurz nach der Kolonisierung durch die Briten, die die Sträflingskolonie Australien im Jahr 1788 errichteten. Als in der Kolonie eine Hungersnot entstanden war, sollte Walfang helfen, künftigen Hunger zu beseitigen und die Wirtschaft zu stimulieren. Der erste erfolgreiche Walfang erfolgte im Jahr 1791 und er entwickelte sich zu einer wirtschaftlichen Stütze vor allem für die britischen Kolonien New South Wales und Tasmanien bis in die 1850er Jahre.
Als 1850 Gold in Australien entdeckt wurde, wandten sich zahlreiche Seeleute und Unternehmer vom Walfang ab. Zudem wurde Kapital in die prosperierenden Wirtschaftsbereiche Australiens wie in die entstehende Lebensmittel- und Landwirtschaft, Milch-, Fleisch- und Schafwollproduktion abgezogen, wo höhere Profite erzielt werden konnten. Zeitlich parallel wurde Erdöl entdeckt, aus dem Petroleum hergestellt werden konnte und damit Walöl als Leuchtmittel ersetzt werden konnte. Für Australien wurde aufgrund dieser Entwicklung Walfang unbedeutend. Es gab auch weiterhin Walfang an Australiens Küsten, der nach und nach entsprechende Fabriken entstehen ließ. Als weltweit, wie auch in Australien, eine Bewegung gegen den Walfang entstand, erreichte diese, dass der letzte Walfang Australiens im Jahr 1978 erfolgte.
Derzeit (2022) ist Australien ein Mitglied der International Whaling Commission und setzt sich weltweit gegen den Walfang ein.

## Aborigines
Die Annahme, dass die Ureinwohner Australiens aktiv Walfang betrieben, ist nicht belegt. Wale stellen für Aborigines, die an den Küsten, und für Torres-Strait-Insulaner, die auf Inseln vor Australien lebten und leben, vor allem Totems dar. Dies ist durch Felszeichnungen belegt, vor allem im Raum von Sydney in New South Wales.
Die Ureinwohner Australiens haben gestrandete Wale sicherlich zur Ernährung und zur Gewinnung von Walöl verwendet. In der Walindustrie ab etwa 1800 haben sie als Seeleute im frühen Australien eine aktive Rolle gespielt wie beispielsweise der letzte männliche Tasmanier William Lanne. In Western Australia ist bekannt, dass die Walfangstationen einen Anziehungspunkt für Aborigines bildeten; allerdings waren die meisten der Seeleute, die ihren Lebensunterhalt mit dem Walfang verdienten, Briten und Amerikaner, hinzu kamen Schwarzafrikaner, Insulaner aus dem Pazifik, Maoris und lokale Aborigines.

## Australische Walfangmethoden

### Buchten und Walfangstationen
Der Walfang in Australien unterschied sich gegenüber anderen Fanggebieten dadurch, dass die Jagd vor allem von Buchten aus oder buchtennah stattfand, vor denen Wale migrierten oder in denen die Muttertiere kalbten.
Australische Walstationen entstanden vor allem in sandigen Buchten, die nicht nur Schutz vor Stürmen boten, sondern auch den Zugang zu Frischwasser ermöglichten, das zur weiteren Verarbeitung der Wale erforderlich war. Ideal waren Buchten und Landzungen mit Hügeln, Sanddünen oder Felsen, da diese Geländeerhebungen einen Ausguck auf Wale ermöglichten. Das Gelände der Stationen wurde vom Staat meist für ein Jahr oder auch seltener längerfristig gepachtet. Aufgrund der extensiven Waljagd wie auch auf Walkälber und Muttertiere, blieben diese Tiere aus und Unternehmungen, die Walfangstationen betrieben, wurden insbesondere ab den 1930er Jahren bald insolvent.

### Historische Methoden

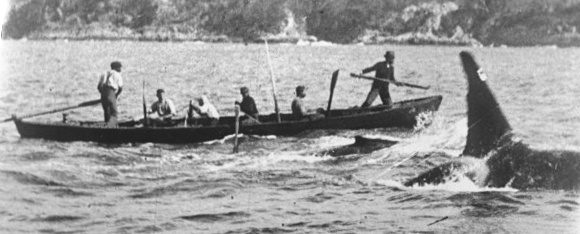
Old Tom, ein Schwertwal, der zum Walfang durch Menschen in Australien eingesetzt war

Die ursprüngliche Waljagd Australiens erfolgte von Ruderbooten aus, die mit sechs bis acht Seeleuten besetzt waren. Dabei stand am Bug ein Harpunier, der Lanzen oder Harpunen mit der Hand auf den Wal warf. Der erlegte Wal wurde dann längsseits der Walfänger gezogen, an den Strand geschleppt und dort abgespeckt („geflenst“). Diese frühe Waljagd war sehr gefährlich, weil die verletzten Wale um sich schlugen und Boote zum Kentern bringen konnten. Die historischen Methoden Australiens waren beeinflusst durch britische, amerikanische und norwegische Walfänger. Eine australische Besonderheit bildete der Walfang in der Davidson Whaling Station, bei der Orcas Wale in die Nähe des Strands trieben, dadurch den Walfang unterstützten und dafür einen Anteil am Walfleisch erhielten.
Der Export von Produkten aus Walen und eine positive Entwicklung von Walfangstationen war in den ersten Jahren nach der Gründung der australischen Kolonie durch das Transportmonopol der britischen South Sea Company und East India Company blockiert bzw. behindert.

### Neuzeitliche Methoden
In der Walfangsaison wurde in australischen Walfangstationen 24 Stunden in zwei 12 Stunden langen Schichten 7 Tage jede Woche gearbeitet. Die Walfänger liefen jeden Tag aus. Mit ihren Harpunenkanonen am Bug wurden um die 70 kg schwere Harpunen verschossen. Am Harpunenkopf befand sich ein Kilogramm Schießpulver, das vier Sekunden nach dem Eindringen in den Walkörper gezündet wurde; dabei wurden die Rückenknochen der Wale zertrümmert. Der erlegte Wal musste seitwärts an den Walfänger gezogen und mit Luft aufgepumpt werden, damit er nicht sank, anschließend wurde er zur Walfangstation geschleppt und auf dem Flensdeck zerlegt. Eine zeitgenössische Person beschrieb ein Flensdeck wie folgt: „Das Flensdeck war mit Walfischstücken in mehr oder weniger fortgeschrittenen Stadien der Behandlung bedeckt – Knochen, Fleischstücke oder Därme, die verstreut oder aufgeschüttet waren. Das ganze Deck sah aus wie ein riesiger Metzgertisch – fünfzig Meter lang!“

## 1791 bis 1930

### Sträflingskolonie Australien
Der erste Wal, der in Australien von Europäern im Oktober 1791 erlegt wurde, war ein Pottwal, der von dem britischen Walfangschiff Britannia harpuniert wurde. Die Britannia war ein gechartertes Schiff, das helfen sollte, eine erneute Hungersnot zu verhindern, die nach der Ankunft der First Fleet durch ungenügende Planung und Vorbereitung des britischen Colonial Office entstanden war. Für die weitere Entwicklung der Sträflingstransporte war der Rücktransport von Walprodukten auf den Sträflingsschiffen nach England ferner ein profitables Geschäft; deshalb wurden keine staatlichen Schiffe, sondern lediglich gecharterte eingesetzt. Bedeutende Persönlichkeiten für den frühen Walfang in der Kolonie waren beispielsweise Eber Bunker, der Kapitän der William and Mary und der Eigner der Britannia Samuel Enderby von der Reederei Samuel Enderby & Sons.

### New South Wales

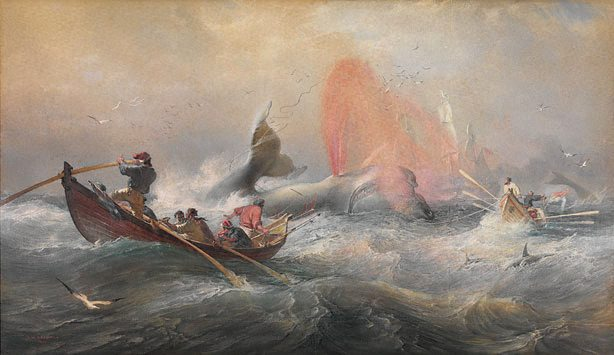
Walfang in der Twofold Bay, Gemälde von Oswald Brierly (1867)

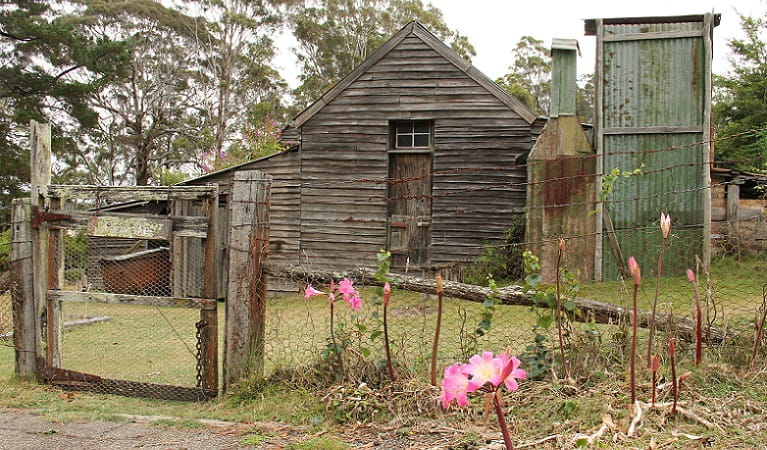
Davidson Whaling Station (unter Denkmalschutz stehendes Stationsgebäude am Kish Inlet)

In den frühen Jahren 19. Jahrhunderts wurde der Walfang ein bedeutender Zweig der Wirtschaft und Kultur Australiens mit Tausenden von Walfängern und Hunderten von Schiffen an der Küste der Kolonie New South Wales. Der Fokus des internationalen Walfangs lag zu jener Zeit im Südpazifik und vor den Westküsten von Südamerika. Da aber diese Gebiete von Kolonien Spaniens beherrscht wurden, konnten britische Schiffe dort nicht anlanden. Daher verlagerten die britischen Walfänger ab 1797 ihre Aktivitäten nach Sydney und seinem Hafen, der sich zum Walfanghafen entwickeln konnte.
Während 1805 die erste australische Walfangstation an Tasmaniens Küste aufgebaut wurde, entstand auf dem australischen Festland die erste Walfangstation mit der Davidson Whaling Station an der Twofold Bay, entstanden diese erst im Jahr 1828 in New South Wales und in Victoria an der Portland Bay.
Der Höhepunkt des australischen Walfangs lag in den Jahren 1820 bis 1855, als etwa 1300 Seeleute in dieser Industrie arbeiteten. Die Beschäftigungszahlen sanken, als 1851 Gold in Australien entdeckt wurde und zahlreiche Seeleute dort ihr Glück suchten, Investitionen und damit verstärkt Kapital in die Landwirtschaft Australiens floss, wo hohe Profitraten erzielt werden konnten. Dieser Rückgang wurde weiter beschleunigt, als das Walöl durch Petroleum ersetzt und des Weiteren durch den Walfang vor Nordamerika, wobei das Walöl der Wale vor Nordamerika, das wesentlich ölhaltiger war, ersetzt wurde. Der Export-Anteil von Wal-Produkten am gesamten Export von Sydney lag bis 1850 bei 52 Prozent und sank bis 1855 auf 2 Prozent. Bis ins Jahr 1850 wurden in Sydneys Walfangindustrie £ 4.2 Mill. erwirtschaftet und 1825 bis 1879 £ 2.6 Mill.
Bis in die 1850er Jahre dezimierte der australische Walfang die Walarten erheblich und erbrachte enorme Profite. Nach dieser Zeit wurde das Walöl durch Petroleum ersetzt und die Wale, die vor Nordamerika harpuniert wurden, waren wirtschaftlicher, weil ihr Anteil an Walöl wesentlich höher war.
Eine bedeutende Walfangstation in New South Wales war die Davidson Whaling Station, die mit kurzen Unterbrechungen von 1828 bis 1940 betrieben und damit die am längsten aktive Walfangstation Australiens wurde; ferner gab es die Byron Bay Whaling Station und weitere.

#### Norfolk Island
Auf der Insel Norfolk Island, die seit 2015 politisch dem australischen Bundesstaat New South Wales zugeordnet ist, gab es die Walfangstation Ball Bay, die von Pitcairnern – Nachkommen der Meuterer auf der Bounty – in den 1860er Jahren gegründet wurde. Die Walfangstation Cascade Bay, die im Jahr 1954 gegründet wurde, beendete den Betrieb im Jahr 1962, weil die Fangquote derart sank, dass ein wirtschaftlicher Betrieb nicht mehr möglich war.

### Tasmanien
Im Jahr 1803 begann die britische Kolonisierung Tasmaniens. Die erste Siedlung Risdon Cove wurde von Europäern am Derwent River aufgebaut. Bereits damals erlegte der Walfänger Albion drei Wale in der Great Oyster Bay, der erste Walfang Tasmaniens. Das Volumen des Walfangs entwickelte sich nach der Besiedlung am Derwent River in Tasmanien weiter. Die King George, ein Walfangschiff, das in Sydney stationiert war, begann im Juni 1805 den Walfang vor Tasmanien. 1805 wurde die erste australische Walfangstation an Tasmaniens Küste aufgebaut und die Anzahl der Schiffe der Walfängerflotte stieg bis 1841 auf 35 an.

### Western Australia

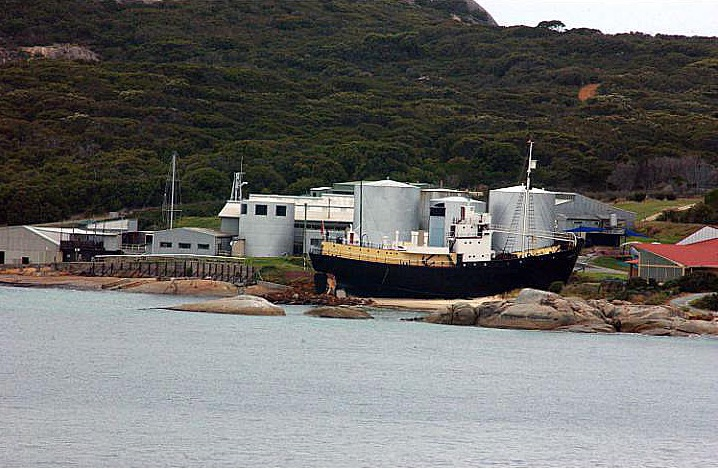
Cheyne Beach Whaling Station, Western Australia (2013), heute ein Walfang-Museum

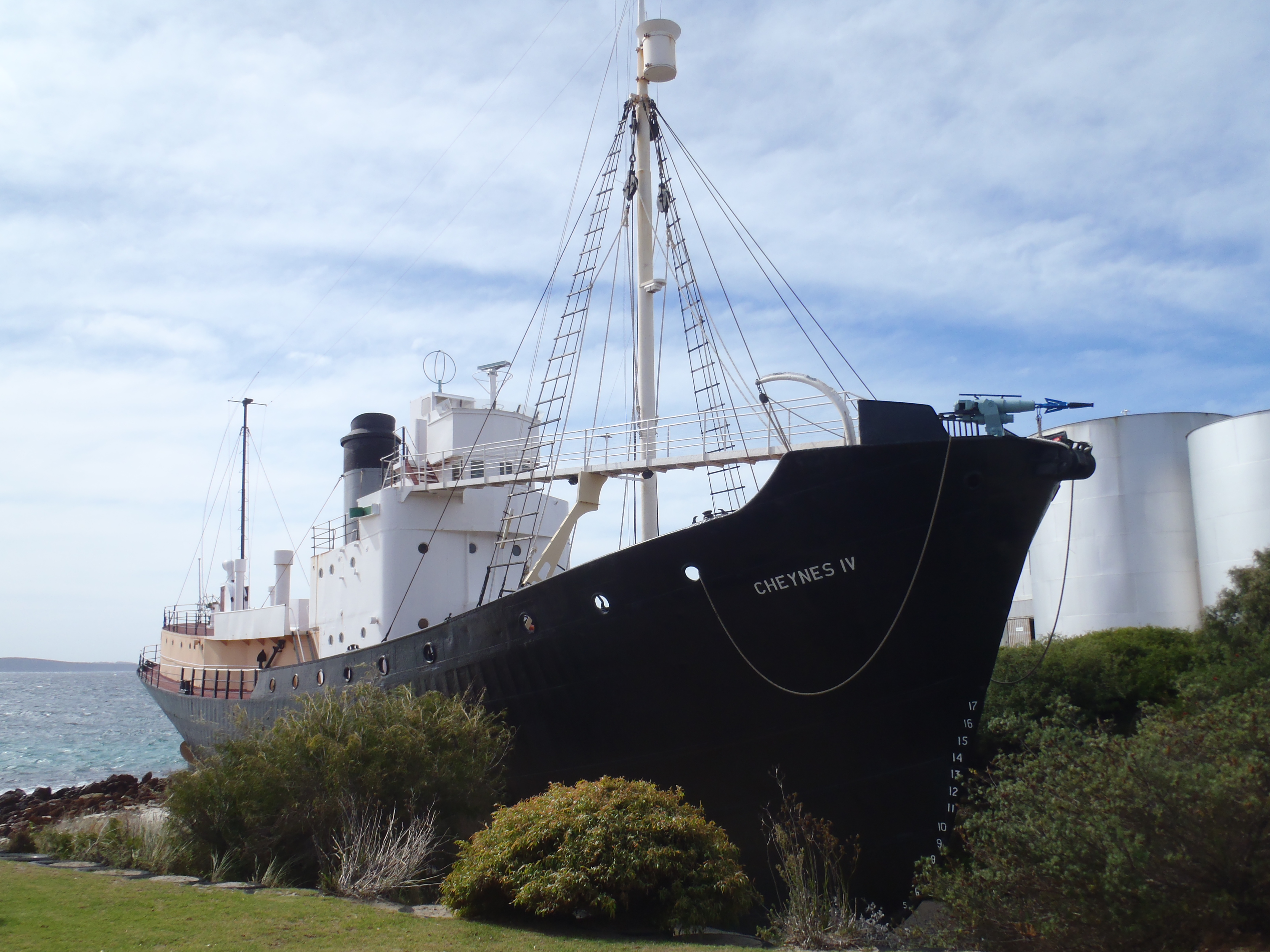
Historischer Walfänger mit Harpunenkanone an der Cheyne Beach Whaling Station, ein Museum

Der erste koloniale Walfang vor Western Australia fand im Jahr 1836 statt. Dies geschah sieben Jahre nach der Gründung der britischen Swan River Colony, und das hatte damit zu, dass das britische Colonial Office ein Kolonisierungskonzept ohne ausreichende Arbeitskräfte verfolgte und daran auch der Aufbau einer leistungsfähigen Fischfangflotte und der Landwirtschaft scheiterte. Im Gegensatz dazu betrieben seit den frühen 1790er Jahren vor den Küsten des heutigen Western Australia amerikanische, britische und französische Walfänger erfolgreich Jagd auf Pottwale und Südkaper. Um 1838 gab es lediglich je ein Walfangunternehmer an der West- und an der Südküste. Im Jahr 1839 gab es nur zwei an der Westküste und 1841 war avon nur noch eins übrig. Erst ab 1850 gelang es in Western Australia eine koloniale Walfängerflotte aufzubauen, die auch in der Lage zu exportieren, die allerdings in scharfem Wettbewerb mit 150 amerikanischen Walfängern stand. Ab dem Jahr 1869 stabilisierte sich die Situation zugunsten der Walfänger Western Australias. In einer archäologischen Studie wurden im Jahr 1998 21 historische Walfangstationen in Western Australia gezählt. An der Westküste konzentrierten sich Walfangstationen um die Gebiete von Perth, Fremantle und Bunbury, an der Südküste im Gebiet um Albany von der Torbay Bay bis zur Doubtful Islands Bay, im Gebiet des Recherche-Archipels an der Küste von der Rossiter Bay bis Cape Arid sowie auf den Inseln Mondrain und Middle Island. Bedeutende Walfangstation in Western Australia waren die Bathers Beach Whaling Station, Norwegian Bay Whaling Station und Cheyne Beach Whaling Station.

### Queensland

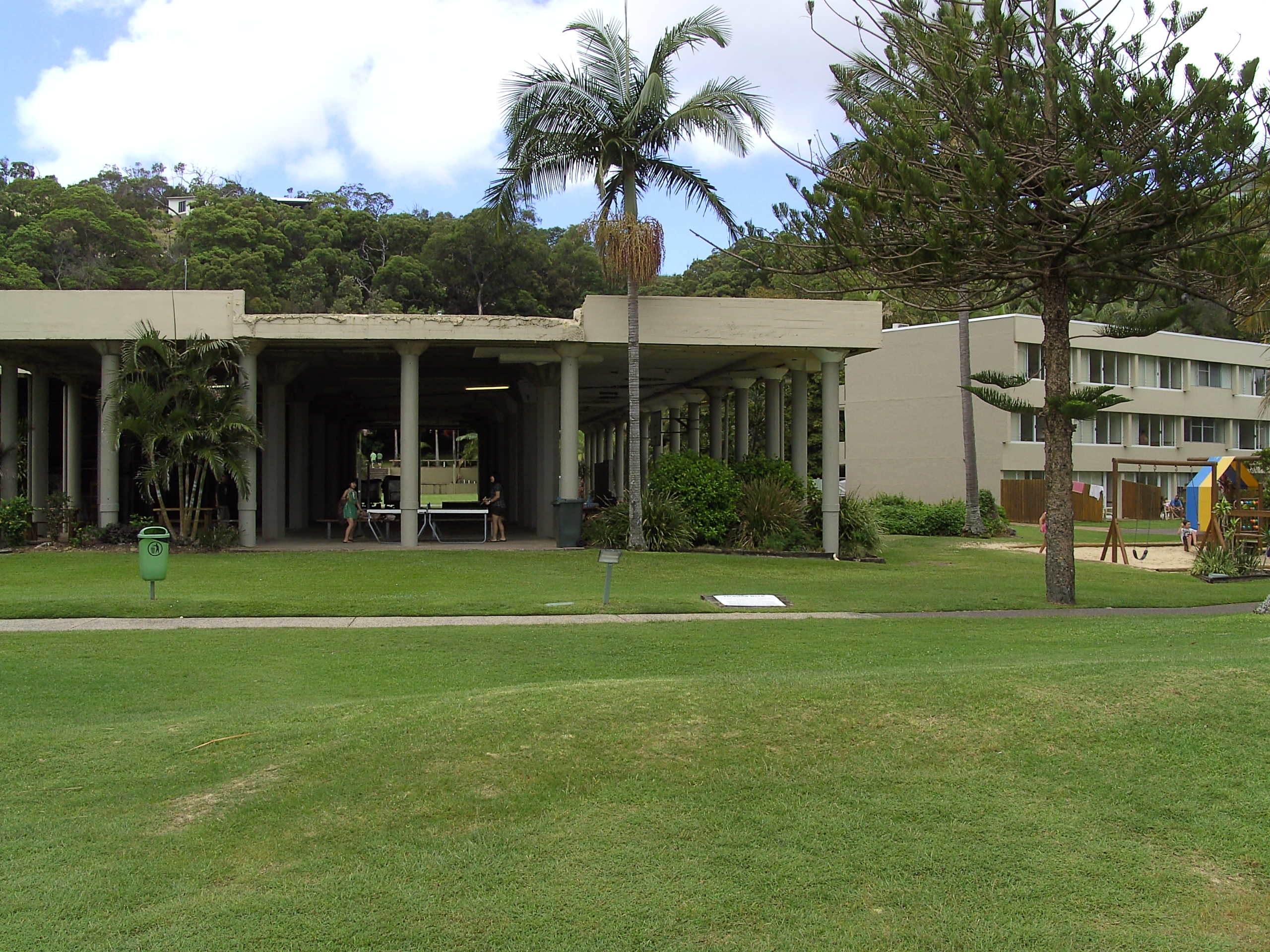
Tangalooma-Walfangstation mit Flensdeck, links (Zerlegeplatz für Wale), das in das spätere Resort baulich eingegliedert wurde

Die einzige Walfangstation in Queensland war die Tangalooma Whaling Station, die 1952 ihren Betrieb auf der Moretoninsel in der Moreton Bay aufnahm. Die Walfangstation lag etwa 20 Kilometer von Brisbane entfernt und musste 1962 geschlossen werden. Durch den extensiven Walfang an der australischen Ostküste reduzierte sich die Anzahl der etwa migrierenden 10.000 Pottwale auf nur noch 100 Exemplare. Heute (2022) wird die Walfangstation von Touristen als Ausgangspunkt für Walwatching verwendet.

### Victoria
Dokumentiert ist, dass im frühen Victoria bereits im Jahr 1803 britische und amerikanische Walfänger in der Bass Straight vor Victoria Wale jagten. Erste Aktivitäten über eigene koloniale Walfangaktivitäten in Victoria – so wird angenommen – stammen aus Western Port, eine Bucht der Wilsons Promontory, starteten in den 1820er Jahren. Belegt ist der Walfang vor der Küste Victorias aus dem Jahr 1834 als in der Portland Bay und 1836 Walfangstationen bei den heutigen Orten Port Fairy und Portland entstanden. Weitere Walfangstationen gab es in Victoria an der Wilsons Promontory und bei Mallacoota Ende der 1840er Jahre wurden die Walfangstationen in der Portland Bay geschlossen, der letzte Wal wurde 1868 erlegt. Weil sowohl Wal-Kühe als auch -Kälber extensiv gejagt wurden, ging die Anzahl der Wale vor Victoria erheblich zurück. Allerdings zeichnete sich der Niedergang des Walfangs Victorias bereits in den 1830er Jahren ab, weil der Exportanteil von Wolle und Gütern des unmittelbaren Bedarfs gegenüber den Wal-Produkten erheblich anstieg.
Eine bedeutende Walfangstation in Victoria war die Walfangstation auf Griffiths Island und Convincing Ground Whaling Station.

### South Australia
Erste Walfänge erfolgten bereits vor der Gründung der britischen Kolonie  South Australia von Kangaroo Island aus. Am 3. November 1836 wurde von Victor Harbor in der Encounter Bay  auf der Goshwk zum ersten Mal von dieser britischen Kolonie aus Walöl in Fässern und gebündelte Walknochen nach London verschifft. Diese Produkte stellte die Walfangstation her, die auf Granite Island in der Encounter Bay lag. Der Walfang der Kolonie entwickelte sich und im späten 1837er Jahr wurde die Walfangstation Fishery Bay auf der Eyre Peninsula 20 Kilometer südwestlich von Port Lincoln in Betrieb genommen. 1845 entstand eine weitere Walfangstation an der Trial Bay, nahe von Streaky Bay.

## 1930 bis 1978

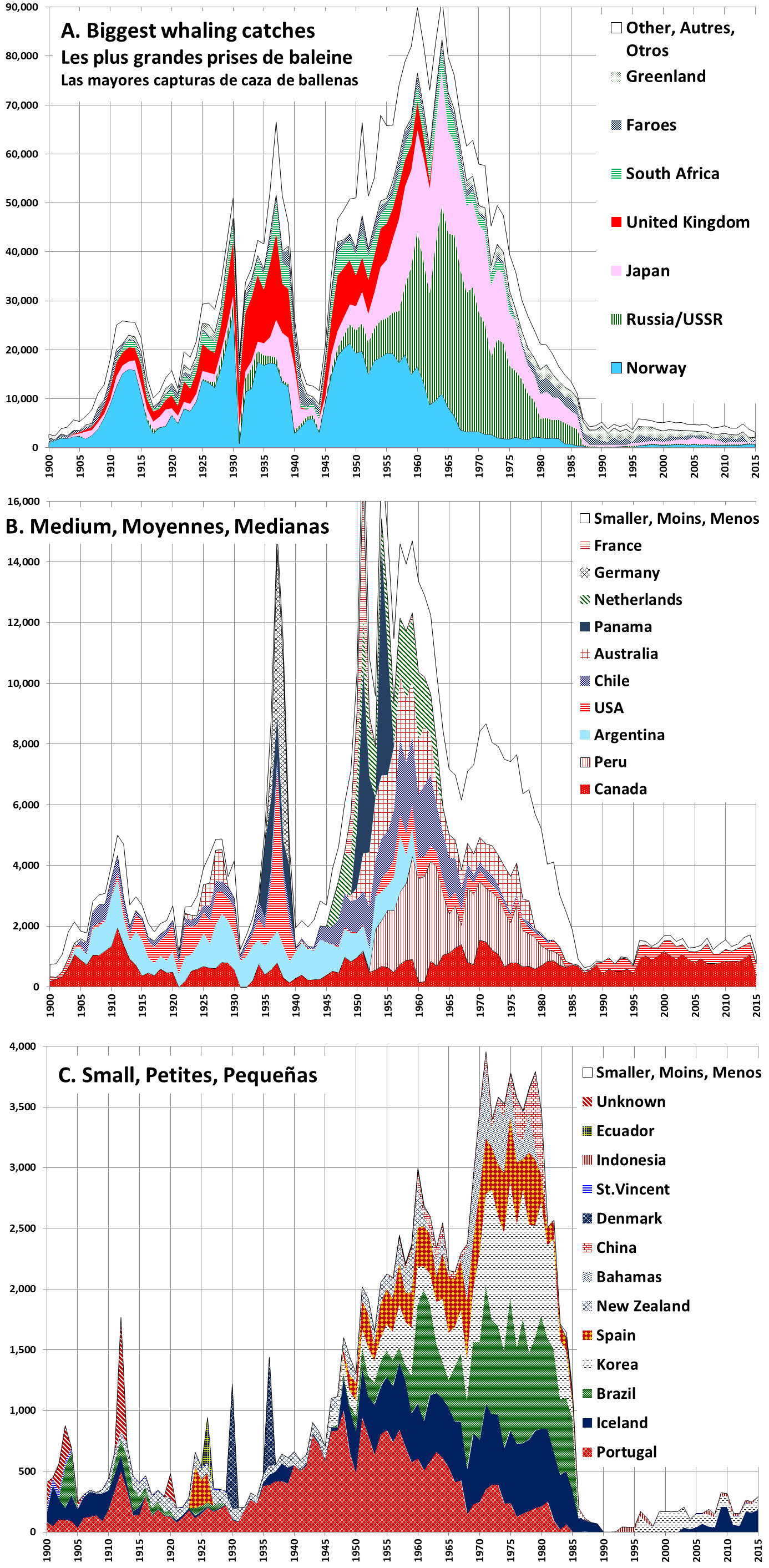
Statistik: Walfang nach Ländern

In den 1930er Jahren wurde deutlich, dass der Walfang die Existenz der Wal-Population des Südkapers gefährdete, alleine mehr als 26.000 Exemplare dieser Walart wurde in den Gewässern zwischen Neuseeland und Australien von 1822 bis 1940 erlegt. Die Jagd auf den Südkaper wurde 1935 von Australien verboten.
Nach 1946 wurde der Walfang in Australien wieder erlaubt und zahlreiche Walfänger gingen vor den Australiens Küsten auf Jagd. An den Küsten entstanden industriell betriebene Verwertungsstätten, in denen die Wale verwertet wurden. Von 1952 bis zum Ende des kommerziellen Walfangs Australiens im Jahr 1978 sind etwa 16.000 Pottwale verwertet worden.
In Walfangstationen in Australien und Neuseeland wurden 40.000 Buckelwale auf ihrer Wanderung von der Antarktis zu den warmen Gewässern im Norden Australiens erlegt. Das Fangverbot in Australien kam 1963 zum Tragen, weltweit im Jahr 1965.
Als in Australien in den 1970er Jahren eine Bewegung gegen den Walfang entstand, wurden zahlreiche Walfangstationen aufgegeben. Führende Walfanggegner dieser Bewegung waren Mitglieder von Greenpeace Australia Pacific, der späteren weltweit aktiven Organisation Greenpeace. Durch einen andauernden aktiven Protest mit Schlauchbooten auf hoher See gegen die letzte aktive Walfangstation konnten sie erreichen, dass am 20. November 1978 der letzte Walfang Australiens stattfand, den die Cheynes Beach Whaling Station durchführte. Dabei wurde der letzte Wal in australischen Gewässern durch eine Harpune erlegt. Alleine in der oben genannten Walfangstation wurden seit ihrem Bestehen bis zu ihrer Schließung in einem Zeitraum von 26 Jahren etwas mehr als 16.000 Pottwale harpuniert.